# Peroryctes raffrayana
Peroryctes raffrayana là một loài động vật có vú trong họ Peramelidae, bộ Peramelemorphia. Loài này được Milne-Edwards mô tả năm 1878.